# Cyathula spathulifolia
Cyathula spathulifolia är en amarantväxtart som beskrevs av Lopr.. Cyathula spathulifolia ingår i släktet Cyathula, och familjen amarantväxter. Inga underarter finns listade i Catalogue of Life.